# Fisk (Missouri)
Fisk è un comune degli Stati Uniti d'America, situato nello Stato del Missouri, nella contea di Butler.